# Ministerstvo práce, sociálních věcí a rodiny Slovenské republiky
Ministerstvo práce, sociálních věcí a rodiny Slovenské republiky je ústředním orgánem státní správy Slovenska pro oblast sociálních věcí.

## Působnost ministerstva
- Pracovněprávní vztahy, právní vztahy při výkonu práce ve veřejném zájmu a právní vztahy volených funkcionářů orgánů územní samosprávy,
- Bezpečnost a ochrana zdraví při práci,
- Inspekce práce,
- Strategie zaměstnanosti, koordinace její tvorby a realizace a politika trhu práce,
- Sociální pojištění, starobní důchodové spoření a penzijní připojištění,
- Státní sociální dávky, sociální pomoc a pomoc v hmotné nouzi,
- Sociálně právní ochrana dětí a koordinace státní rodinné politiky,
- Státní dozor nad prováděním sociálního pojištění, činností penzijního pojišťoven a nad poskytováním sociálních služeb.

## Ministr práce, sociálních věcí a rodiny
Ministerstvo práce, sociálních věcí a rodiny řídí a za jeho činnost odpovídá ministr práce, sociálních věcí a rodiny, kterého jmenuje prezident na návrh předsedy vlády.
Současným ministrem práce, sociálních věcí a rodiny je od 25. října 2023 Erik Tomáš.

## Státní tajemník ministerstva práce, sociálních věcí a rodiny
Ministra práce, sociálních věcí a rodiny v době jeho nepřítomnosti zastupuje v rozsahu jeho práv a povinností státní tajemník. Ministr může ho pověřit i v jiných případech, aby ho zastupoval v rozsahu jeho práv a povinností. Státní tajemník má při zastupování ministra na jednání vlády poradní hlas. Státního tajemníka jmenuje a odvolává vláda na návrh ministra práce, sociálních věcí a rodiny. V současnosti má ministerstvo dvou státních tajemníků: Ing. Josefa Buriana a Mgr. Branislava Ondruš.